# Toshiya Omi
Toshiya Omi (尾身 俊哉 Omi Toshiya?, nacido el 12 de octubre de 1995 en Saitama) es un futbolista japonés que juega como defensa.
En 2018, Omi se unió al YSCC Yokohama de la J3 League.

## Trayectoria

### Clubes
| Club          | País  | Año    |
| ------------- | ----- | ------ |
| YSCC Yokohama | Japón | 2018 - |

## Estadística de carrera

### J. League
| Club          | Año   | J. League | J. League | Copa J. League | Copa J. League | Total | Total |
| Club          | Año   | Part.     | Goles     | Part.          | Goles          | Part. | Goles |
| ------------- | ----- | --------- | --------- | -------------- | -------------- | ----- | ----- |
| YSCC Yokohama | 2019  | 4         | 0         | -              | -              | 4     | 0     |
| Total         | Total | 4         | 0         | 0              | 0              | 4     | 0     |